# Памирские экспедиции отряда Ионова
Пами́рские экспеди́ции отря́да Ио́нова — экспедиции русских войск в 1891—1894 годах на Памир под командованием генерала Михаила Ефремовича Ионова.

## Предыстория
Демаркация западного участка северной границы Афганистана была осуществлена согласно российско-британскому соглашению, подписанному 10 (22) июля 1887 года в Петербурге. Однако к северо-востоку от озера Зоркуль, расположенного в глубине Памира, в сторону Китайского Туркестана, граница не была установлена. Это открывало британцам доступ на Памир, а русским — доступ к северо-западной части Гиндукуша и далее, в Дардистан (область в бассейне верхнего Инда).
На самом Памире существовали небольшие ханства (Вахан, Шугнан, Рошан и другие), которые то признавали над собой власть Бухарского и Кокандского ханств, то подчинялись Афганистану, то пытались добиться независимости. К востоку от этих ханств, на памирских нагорьях, кочевали памирские киргизы, которые считались подданными Китая, но фактически были полностью независимыми.
С начала 1880-х годов британцы под видом научных экспедиций начали посылать на Памир своих эмиссаров и разведчиков. В свою очередь Военное министерство России в 1888 году отправило туда экспедицию под командованием капитана Бронислава Громбчевского. Громбчевский был торжественно встречен правителем Канджута (княжество Хунза) — Сафдар-Али-ханом в крепости Балтит (форт Балтит ныне в г. Каримабад в пакистанской провинции Гилгит-Балтистан), который просил передать российскому императору просьбу о принятии его в подданство России и о снабжении оружием для борьбы против британцев. Однако в 1889 г. британцы добились от Сафдар-Али-хана формального согласия подчиниться своему контролю:

«В 1888 г., путешествуя по Памиру, я решил проникнуть в разбойничье ханство Канджут, лежащее на южном склоне Гиндукуша. Через пер. Калик, спустившись к истокам р. Инд, я добрался до Балтита, столицы ханства, где в течение десяти дней пользовался гостеприимством нового хана, Сафдер-Али (Сафдар-Али-хан Канджутским княжеством (ханством) правил с 1888 по 1891 год). Не могу не подчеркнуть, что конвой мой состоял всего лишь из четырех оренбургских казаков и двух туземцев в качестве личных слуг. <…> моя экспедиция была организована Географическим обществом с целью исследования Памира, и лишь при благоприятном стечении обстоятельств мне было дозволено, как частному лицу и под мою личную ответственность, посетить Канджут».— Б. Л. Громбчевский
Попытку установить контроль над Памиром также предприняли и китайцы, они выставили свои посты в долинах озёр Рангкуль и Яшилькуль, но были оттеснены к Рангкулю афганскими войсками. В 1890 году в Кашгар из Индии прибыла британская миссия. Официальным поводом визита было учреждение в этом городе консульства, но истинной целью было проведение переговоров с китайскими властями о разделе Памира.

## Действия российских войск

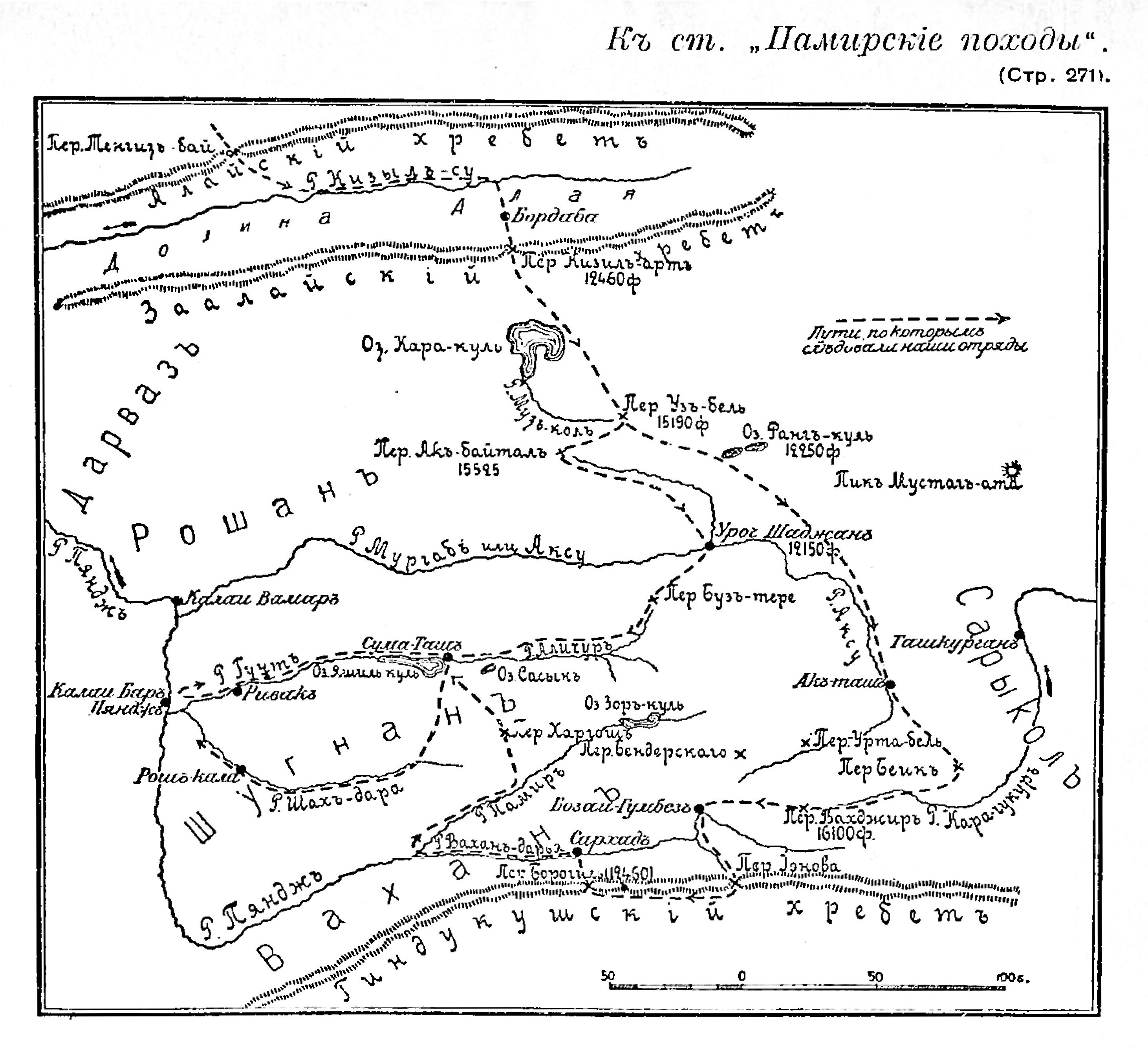
Карта походов русских отрядов

Российские власти не хотели допустить раздела Памира между Великобританией и Китаем и приняли решение немедленно взять его под свой контроль. Для этого летом 1891 года в Маргелане был сформирован специальный отряд, состоявший из охотников-добровольцев из 2, 7, 15, 16 и 18-го Туркестанских линейных батальонов и 24 казаков из 6-го Оренбургского казачьего полка. Всего в отряде было 8 офицеров и 114 рядовых. Ими командовал полковник Михаил Ионов. В состав отряда «также вошли бывалые знатоки Памира, исследователь и картограф подполковник Бронислав Громбчевский и поручик Борис Леонидович Тагеев (Рустамбек), ставший впоследствии летописцем отряда».
Британское правительство, стремясь договориться с китайцами и следить за действиями русских на Памире, в свою очередь послало на Памир экспедицию во главе с известным исследователем Центральной Азии гвардейским капитаном Фрэнсисом Янгхазбендом.
Отряд Ионова дошёл до Базаи-гумбаза у северного подножия Гиндукуша, где 14-17 августа 1891 года произошла его встреча с экспедицией Янгхазбенда. Ещё ранее, у перевала Беик, отрядом Ионова был арестован британский лейтенант Девинсон, которого отправили под конвоем в Маргелан. С Янгхазбенда же Ионов взял письменное обязательство покинуть Памир и более там не появляться, угрожая в противном случае применить силу. Янгхазбенду пришлось подчиниться. После этого отряд Ионова двинулся в обратный путь, в город Ош. В связи с этим инцидентом британский посол в Петербурге заявил протест, после чего начались длительные российско-британские переговоры. В связи с угрозой установления российского контроля в Дардистане британское правительство решило при помощи военной силы занять ханства Хунзу и Нагар. Сафдар-Али-хан послал в Россию посольство с просьбой о помощи, но его просьба была отклонена, и в декабре 1891 года Хунза и Нагар были заняты британскими войсками.
После ухода отряда Ионова китайцы и афганцы вновь направили свои войска в долины рек Оксу и Аличур, что вынудило туркестанскую администрацию в 1892 г. повторно отправить отряд Ионова на Памир. В его составе теперь было четыре пехотные роты добровольцев, три сотни казаков из 6-го Оренбургского полка, двухорудийный взвод Туркестанской конно-горной батареи и команда сапёров.
2 июня 1892 года отряд Ионова выступил из Маргелана и 17 июня прибыл к озеру Рангкуль. Расположившийся там китайский отряд бежал при приближении русских войск. 27 июня отряд Ионова встал биваком на берегу реки Оксу (Мургаб) около слияния её с рекой Акбайтал вблизи урочища Шаджан. Здесь Ионов получил сведения о нахождении афганского поста у впадения реки Аличур в озеро Яшилькуль и о готовящемся нападении китайской конницы на свой отряд в случае его продвижения к озеру. Ионов решил напасть на афганцев, а отряд капитана Скерского выслал против китайцев. Скерский выбил китайцев из укрепления Ак-Таш в верховьях реки Оксу (Мургаба), а Ионов после рукопашной схватки 12 июля уничтожил афганский пост у Сума-Таша около озера Яшилькуль в долине реки Аличур: 

«Дорог не было, движение было крайне сложным, вследствие большого падежа вьючных животных была утрачена значительная часть боеприпасов и продовольствия. Однако, несмотря на все сложности, цели похода были достигнуты: около озера у впадения реки Аличур Яшилькуль был разгромлен обосновавшийся там афганский пост. Узнав, что около озера Яшилькуль пока держится афганский пост, сам Ионов взял с собою три взвода казаков и в ночь с 11 на 12 июля 1892 г. окружил афганский пост и потребовал сложить оружие, но афганский капитан Гулям-Хайдар-хан не принял ультиматум, и отряду Ионову пришлось применить силу. Отряд капитана А. Скерского дошёл до крайнего предела Памира, урочища Акташ (выбил китайцев из укрепления Ак-Таш в верховьях реки Оксу), откуда выдворил обосновавшийся там китайский отряд. Таким образом, была установлена русская граница по Восточному Памиру, доходила она до Сарыкольского хребта до пределов бывших Кокандских владений (Кокандского ханства)».— Б. Л. Тагеев
25 июля Ионов отправился обратно на Оксу (Мургаб). Здесь, на месте прежнего бивака, он заложил укрепление и выслал капитана Скерского с полусотней казаков для разведки отдалённых районов Памира, где опять появились китайцы. 25 августа Ионов отправился в Фергану, оставив в новом укреплении Шаджанский отряд (160 человек пехоты и 40 казаков) во главе с капитаном Кузнецовым. Кузнецов установил с китайцами хорошие отношения. Весной 1893 года его сменил новый отряд под командованием капитана Зайцева.
Весной 1893 афганцы начали появляться в Шугнане и Рошане, собирая с местного населения подать. В связи с этим в этот район был послан штабс-капитан С. Ванновский с двумя офицерами и десятью нижними чинами. В августе 1893 года отряд Ванновского у кишлака Емц наткнулся на афганский отряд Азанхана, который в 5 раз превосходил отряд Ванновского и не пропускал его в сторону Ванча. В результате произошёл бой, в ходе которого были впервые применены винтовки Мосина. Афганцы отступили.
В 1892—1893 годах британская экспедиция лорда Данмора и майора Роше прошла по пути отряда Ионова и даже эксгумировала убитых и похороненных русским отрядом афганцев.
В 1894 на Памир были отправлены подкрепления под командой Ионова, уже в чине генерал-майора. Общие силы в его подчинении на тот момент состояли из 21 офицера, 411 нижних чинов и 119 казаков. В мае 1894 года Ионов получил сведения о появлении афганских войск в Шугнане и Рошане и отправил туда отряд подполковника Н. Н. Юденича — по реке Гунт и отряд капитана Скерского — по реке Шахдаре. Туда же был выслан казачий разъезд капитана Александровича.
22 июля 1894 года отряд Скерского (12 человек пехоты, 20 казаков, 2 орудия) прибыл к границе Шугнана. Там он был радостно встречен местным населением во главе с сыном правителя, который присоединился к отряду. Однако 28 июля у крепости Рошт-Кала отряд Скерского был встречен огнём афганцев. 31 июля Скерский послал к крепости два отряда, и афганцы покинули Рошт-Кала. Затем к ним подошло подкрепление, но и к отряду Скерского прибыло подразделение капитана Эттингена (60 пехотинцев, 12 казаков и пара пусковых станков с 32 осколочно-фугасными ракетами). В период с 4 по 8 августа 1894 года афганцы несколько раз пытались атаковать русских, но каждый раз попадали под их огонь и отступали. Наконец, 9 августа, афганцы скрытно ушли.

## Итоги
27 февраля (11 марта) 1895 г. в Лондоне посол России и министр иностранных дел Великобритании обменялись нотами по вопросу раздела сфер влияния на Памире. Часть Памира отошла к Афганистану, часть — к Российской империи, а часть — к Бухарскому эмирату, подконтрольному России. Сферы влияния России и Великобритании разделил Ваханский коридор, отданный Афганистану. Российская экспансия в Средней Азии была завершена: 

В феврале 1895 года между странами состоялось совещание о границах и сферах влияния обеих держав. Россию представлял генерал-майор Павло-Швейковский, Британию — полковник Герард. В работе комиссии участвовали от имени правительства Индии Ресольдор и Сахиб-Абдул-Гафар, от афганской стороны — Гулям-Мухаммад-хан и Ашур-Мухаммад-хан. В заключительном пункте соглашения было отмечено, что границей Афганистана к западу от озера Зоркуль (Виктория) стала река Пяндж. В соответствии с этим афганский эмир обязан был покинуть «все территории, занятые им на правом берегу Пянджа, а эмиру бухарскому — части Дарваза…, правительства России и Британии согласились употребить имеющееся влияние на обоих эмиров». 

27 февраля (11 марта) 1895 года в Лондоне состоялся обмен нотами между послом России Георгом фон Стаалем и министром иностранных дел Великобритании лордом Кимберли по вопросу ограничения подвластных им территорий в Средней Азии. Этот обмен нотами в историю дипломатии вошёл как «Третье русско-английское соглашение по Средней Азии». Первое состоялось в 1872—1873 гг., а второе — в 1885—1887 гг.

Официальное и полное присоединение Памира к России состоялось 29 августа 1895 года, когда произведена окончательная демаркация между владениями России и Британии. <…> договор 1895 года вступил в силу только в 1905 году.— 